# Ilosva
Ilosva (ukránul: Іршава [Irsava]) város Ukrajnában, Kárpátalján, a Huszti járásban.

## Fekvése
Ilosva Ukrajna nyugati részén, Kárpátalján, Nagyszőlőstől 18 km-re északra, a Borzsa folyó jobb partján, az Ilosva-patak mentén fekszik.

## Nevének eredete
Neve a szláv jelsa (= égerfa) főnévből származik.

## Története
Ilosva és környéke már az őskorban lakott hely volt.
Határában a Sztremtura-hegyen honfoglalás előtti földvár nyomai láthatók. A földvár kapcsolatban volt az az ugyanaz időkből származó Bagaszlov és Selesztó Háthegységben levő várakkal. Ilosva Szombati felőli egyik magaslatán állnak Bodoló várának romjai, anyagát nagyrészt az új templom építéséhez használták fel.
Nevét 1341-ben említették először az oklevelekben Makszemháza néven, mint Ilosvai Oláh Tihamér fiának Makszemnek birtokát.
A település az Ilosvay család ősi fészke. Az Árpád-kori eredetű család egyik őse 1200 körül kapott új adományt itteni birtokaira. Öt fia az egymással határos öt helységben: Ilosva, Bilke, Komlós, Dolha, és Lipcse településeken alapította meg az Ilosvay, Bilkey, Komlósy, Dolhay és Lipcsey családokat. A család Mátyás királytól még pallosjogot is nyert.
A 19. században az Ilosvay családnak itt több kastélya is volt, itt székelt a királyi járásbíróság.
A 19. században az Ilosvayakon kívül birtokosok voltak itt a Bessenyei, Komoróczi, Ajtai családok is.
1910-ben 1919 lakosából 969 ruszin és 947 magyar volt. A trianoni békeszerződésig Bereg vármegye Felvidéki járásához tartozott. 

## Népesség
Ma 7200 lakosából csak 200 a magyar.

| 2019 | 9 276 |
| 2022 | 9 163 |

## Nevezetességek
- Református temploma 1781-ben épült egy korábbi templom helyén, ma elhagyott.
- Görögkatolikus temploma 1839-ben épült egy korábbi fatemplom helyén.